# Abdoulaye Ousmane
Pour les articles homonymes, voir Ousmane.
Abdoulaye Ousmane, né le 22 février 2000 à Maubeuge, est un footballeur international mauritanien qui joue au poste de défenseur central au LOSC Lille B. Il possède la nationalité française et mauritanienne.

## Biographie

### Carrière en club
Originaire du quartier de Sous-le-Bois à Maubeuge en France,, Abdoulaye Ousmane est formé par le Valenciennes FC. Il y commence sa carrière avec l'équipe réserve, en National 3, avant de rejoindre le RC Strasbourg en Ligue 1,,.
Il fait ses débuts avec les Alsaciens le 10 février 2021, entrant en jeu lors d'une défaite 2-0 en Coupe de France contre Montpellier.
Il ne parvient néanmoins pas à signer son premier contrat professionnel avec le club, et après des essais à Annecy et l'Eintracht Brunswick, il rejoint l'Apollon Larissa en deuxième division grecque,,.
Mais ne parvenant pas à trouver de temps de jeu avec l'équipe première en Grèce, Ousmane finit par rejoindre la réserve du LOSC.
En octobre 2024, il rejoint l'US Granville (National 2), qu'il quitte en janvier 2025 pour rejoindre le RC Strasbourg .

### Carrière en sélection
En mars 2021, Abdoulaye Ousmane est convoqué pour la première fois avec l'équipe senior de Mauritanie. Il honore sa première sélection le 26 mars 2021, à l'occasion d'une rencontre de qualification à la Coupe d'Afrique contre le Maroc. Il remplace Bakary N'Diaye lors du match nul 0-0 de son équipe.